# Jorge Amaro
Jorge Luis Amaro Lares (Guadalajara, Jalisco, 31 de agosto de 1968) es un músico, productor discográfico e ingeniero de sonido mexicano. A pesar de haber trabajado con varias bandas mexicanas desde 1987, es conocido principalmente por ser miembro del dúo musical Jotdog.

## Carrera

### Varias bandas
Inició su carrera como artista musical en 1987, siendo miembro de la banda Kenny y los Eléctricos, en la que fue apodado como Jorge «Chiquis» Amaro. 
Ha sido miembro de las bandas mexicanas Fobia, Neón, Rostros Ocultos, Kenny y los Eléctricos, y también es productor, ingeniero de sonido y arreglista de Natalia Lafourcade, Maná, Penny Pacheco, Ricardo Arjona, Timbiriche, Las Víctimas del Doctor Cerebro, entre otros.

### JotDog
Desde 2009, es miembro y fundador del grupo JotDog junto a María Barracuda.

## Discografía

### Con JotDog

#### Álbumes
- 2009: JotDog
- 2011: Turista Del Amor
- 2015: Universos Paralelos

#### Sencillos
- Compartamos tumbas (2017)
- Catástrofes perfumadas (2021)
- Nasty Boys (2024)
- Origami (2024)
- Relámpago De Amor (2024)
- Sobrenatural (2024)